# Старух Олександр Васильович
Олекса́ндр Васи́льович Ста́рух (нар. 28 квітня 1973, м. Запоріжжя) — український науковець, політик, управлінець. Голова Запорізької обласної державної адміністрації з 25 вересня 2008 до 18 березня 2010 року та з 18 грудня 2020 до 26 січня 2023 року.

## Життєпис
Народився 28 квітня 1973 в Запоріжжі.

### Освіта
З вересня 1980 до червня 1990 року — учень середніх шкіл № 15, № 79 міста Запоріжжя.
З вересня 1990 навчався в Запорізькому державному університеті (нині — Запорізький національний університет), який закінчив в червні 1995 року за спеціальністю «викладач історії». Паралельно з навчанням в ЗНУ, з грудня 1994 до березня 1995 року працював молодшим науковим співробітником, а з березня до жовтня 1995 року — науковим співробітником Національного заповідника «Хортиця».
У листопаді 1995 вступив на навчання в денну аспірантуру Запорізького державного університету, яку закінчив у серпні 1998, захистивши кандидатську дисертацію з історії України (науковий керівник — доктор історичних наук, професор Федір Турченко). У 1997—1998 роках — науковий співробітник Інституту козацтва при Запорізькому державному університеті (за сумісництвом).

### Кар'єра
У серпні 1998 — вересні 1999 року — старший викладач кафедри новітньої історії України, у вересні 1999 — січні 2001 року — заступник декана історичного факультету з виховної роботи, у травні — серпні 2001 року — виконувач обов'язків доцента кафедри, у серпня 2001 — вересні 2004 року — доцент кафедри новітньої історії України Запорізького державного (національного) університету. Керівник Запорізької міської громадської організації «Південноукраїнське агентство соціальних технологій» (2000—2005).
У вересні 2004 року перейшов в Інститут української археографії та джерелознавства імені М. С. Грушевського НАН України, де був докторантом до квітня 2005 року.
У квітні 2005 — січні 2006 року — головний консультант — інспектор відділу регіональної політики департаменту регіональної політики Головної служби регіональної та кадрової політики, у січні — грудні 2006 року — головний консультант — інспектор відділу регіональної політики та місцевого самоврядування департаменту регіональної політики Головної служби регіональної та кадрової політики Секретаріату Президента України. У грудні 2006 року призначений заступником керівника служби регіональної політики — керівником департаменту регіональної політики Головної служби регіональної політики Секретаріату Президента України. З квітня до вересня 2007 року — заступник керівника Головної служби регіональної політики — керівник департаменту регіональної політики Секретаріату Президента України. У вересні 2007 — серпні 2008 року — керівник Головної служби регіональної політики Секретаріату Президента України Віктора Ющенка.
31 травня 2008 Указом Президента України № 497/2008 призначений тимчасовим виконавцем обов'язки голови Запорізької обласної державної адміністрації. Указом Президента України від 25 вересня 2008 року № 848/2008 призначений головою Запорізької обласної державної адміністрації. 18 березня 2010 року звільнений Президентом Віктором Януковичем.
Після відходу з губернаторської посади Старух займається науковою діяльністю: з травня 2010 до травня 2013 року — докторант Інститут політичних і етнонаціональних досліджень імені Івана Федоровича Кураса НАН України.
З серпня 2013 року — виконувач обов'язків голови Запорізької обласної організації політичної партії Всеукраїнське об'єднання «Батьківщина».
Депутат Запорізької обласної ради.
З 18 грудня 2020 до 24 січня 2023 року — голова Запорізької обласної державної адміністрації.

## Сім'я
Дружина — Марина, викладачка історії. Має двох дітей.

## Нагороди та державні ранги
Орден «За заслуги» III ступеня (24 грудня 2007 р.) — «За вагомий особистий внесок у державне будівництво, багаторічну сумлінну працю та високий професіоналізм».
Орден Богдана Хмельницького III ступеня (24 березня 2022 р.) — «За вагомий особистий внесок у захист державного суверенітету та територіальної цілісності України, мужність і самовіддані дії, виявлені під час організації оборони населених пунктів від російських загарбників».
Державний службовець 3-го рангу (з квітня 2007), 1-го рангу (з жовтня 2008).